# Elga Mark-Kurik
Elga Mark-Kurik (do 1964 Elga Mark; ur. 26 grudnia 1928 w Tartu, zm. 6 listopada 2016) – estońska geolog i paleontolog, specjalizująca się paleoichtiologii.

## Życiorys
Jej ojciec, Julius, był wiceprezydentem Estońskiej Akademii Nauk i wykładowcą filologii języków ugrofińskich na Uniwersytecie w Tartu, natomiast matka była rzeźbiarką, a siostra malarką. W 1941 roku KGB groziło rodzinie deportacją.
W latach 1947–1952 studiowała geologię na Uniwersytecie w Tartu, kończąc z tytułem magistra. To w tym okresie zainteresowała się paleontologią kręgowców, a w pracy magisterskiej opisała nowe znaleziska plakoderm z rodzaju  Holonema. W 1952 roku znalazła zatrudnienie w Instytucie Geologii Estońskiej Akademii Nauk. Tam też w latach 1953–1955 odbyła aspiranturę (studia doktorskie). W 1955 roku uzyskała doktorat z zakresu nauk geologicznych i mineralogicznych dzięki pracy poświęconej Psammosteida pięter Tartu i Gauja w Estońskiej Republice Ludowej. Po tym wydarzeniu wspomniany instytut zatrudnił ją w 1955 roku jako młodszą badaczkę. W 1958 roku awansowała na starszą badaczkę, a w latach 1989–1992 roku zajmowała stanowisko badaczki wiodącej. W instytucie, przeniesionym w międzyczasie do Uniwersytetu w Tallinie, pozostawała zatrudniona do 2013 roku, będąc związaną z nim przez 64 lata. 
W 1964 roku poślubiła Roberta Kurika, z którym miała dwójkę dzieci, Simo i Maie.

## Praca naukowa
Dorobek Mark-Kurik obejmuje ponad 120 publikacji naukowych, w tym dwie na łamach „Nature”. Zajmowała się w nich paleontologią, biogeografią biologią ewolucyjną, taksonomią, morfologią i biostratygrafią. Główną jej specjalnością były ryby pancerne dewonu.
Skamieniałości zbierała głównie w Estonii i na Łotwie, ale brała także udział w ekspedycjach naukowych na Białoruś, Ukrainę, do Prus Wschodnich i różnych rejonów Rosji, w tym na Ural, północną Syberię i azjatyckie wyspy arktyczne. Jej badania obejmowały także dewońską faunę znajdywaną w Szkocji, Polsce, Niemczech, Stanach Zjednoczonych i Australii.

## Wyróżnienie i upamiętnienie
W 1992 roku odznaczona została przez Estońską Akademię Nauk Medalem Pamiątkowym im. K.E. von Baera za badania nad wczesnymi kręgowcami. W 2018 roku dedykowano jej pamięci poświęcone dewońskim skamieniałościom wydanie specjalne „Estonian Journal of Earth Sciences”.
Na jej cześć nazwano rodzaj Markanthus oraz gatunki: Coccosteus markae, Corveolepis elgae, Gyroptychius elgae, Psammosteus markae i Megadonichthys kurikae.